# Cú lông đốm
Cú lông đốm (danh pháp hai phần: Strix occidentalis) là một loài cú trong học nhà cú thuộc phân loài trong bộ Cú thực thụ. Loài cú này phân bố ở vùng Tây Nam của nước Mỹ. Loài cú lông đốm có mắt đen, lông màu sẫm với những đốm trắng trên đầu và cổ, những vằn trứng ở ngực. Loài này hiện đang bị đe dọa vì nạn chặt phá rừng là mất môi trường sinh sống cũng như sự cạnh tranh quyết liệt của loài cú lông sọc. Trong vòng 25 năm, số lượng cú lông đốm vẫn tiếp tục giảm tới 40%.

## Bảo tồn
Cú lông đốm được Mỹ đưa vào danh sách những động vật cần được bảo vệ từ năm 1990. Chính quyền Mỹ đã ban hành nhiều quy định nhằm hạn chế hoạt động khai thác gỗ trong những rừng quốc gia để bảo vệ cú lông đốm. Hàng loạt khu rừng có cú lông đốm, với tổng diện tích tới 4,5 triệu hecta, thuộc bang Washington, Oregon và California đã biến thành rừng cấm. Thậm chí họ còn đưa ra dự thảo quy định cho phép các công ty đốn bớt cây để ngăn chặn nguy cơ cháy rừng và cho phép người dân bắn cú lông sọc để giảm áp lực cạnh tranh đối với cú lông đốm. Tuy nhiên những quy định này gây ra tranh cãi trong giới nghiên cứu động vật cũng như những người dân ở nước này.

## Hình ảnh

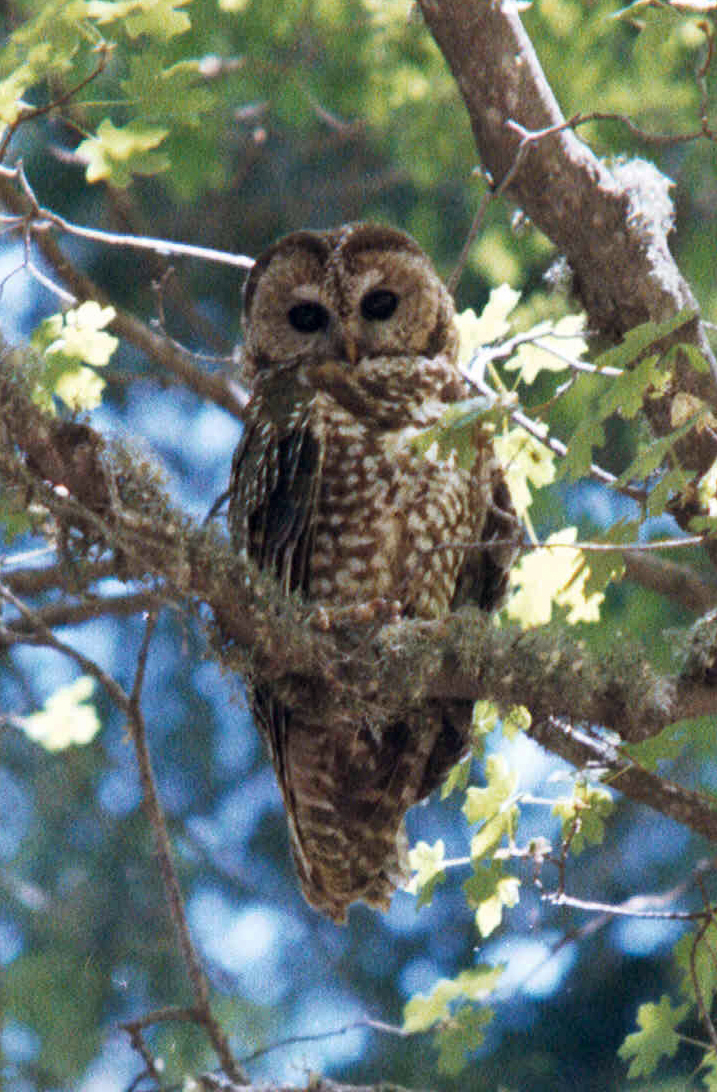
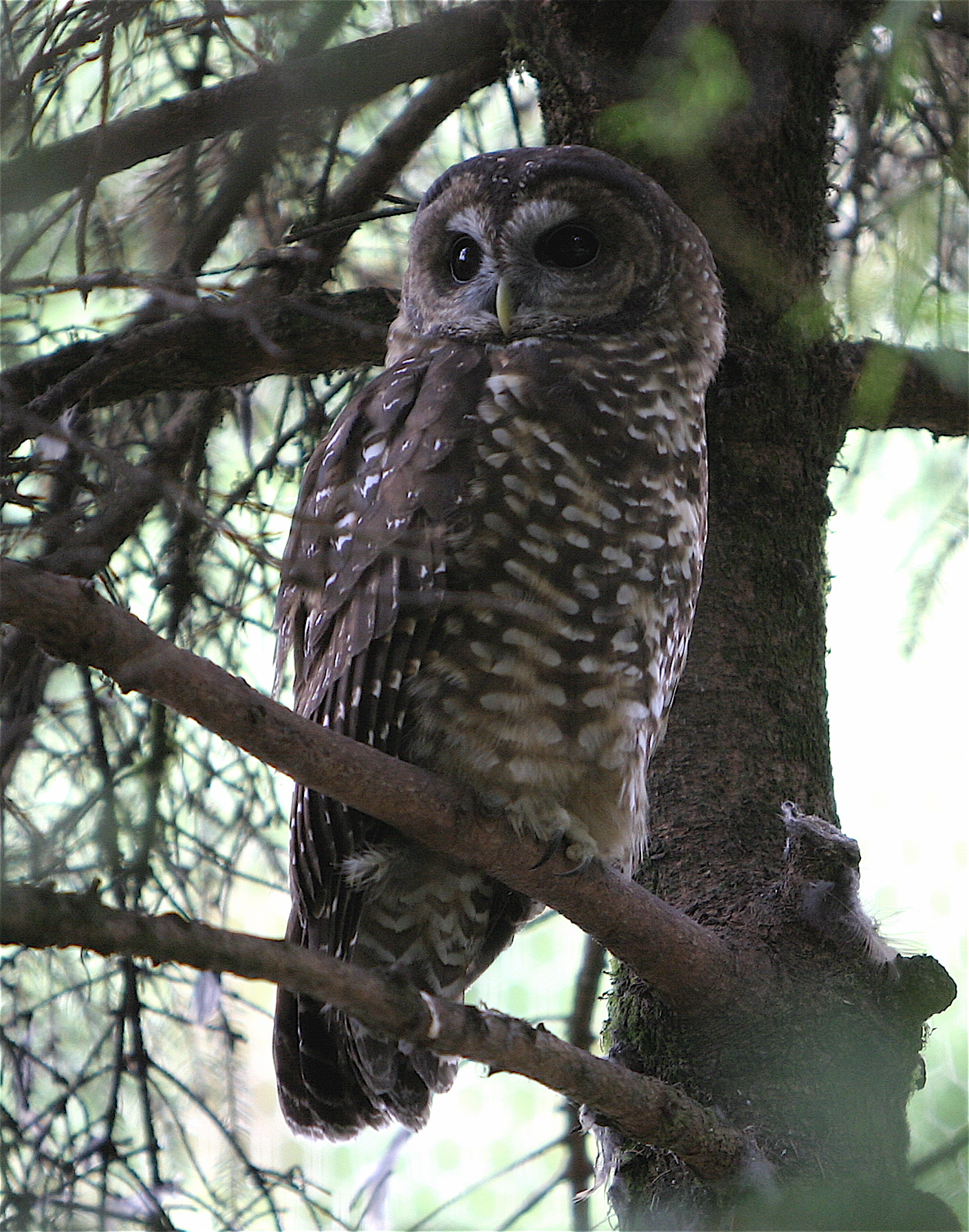
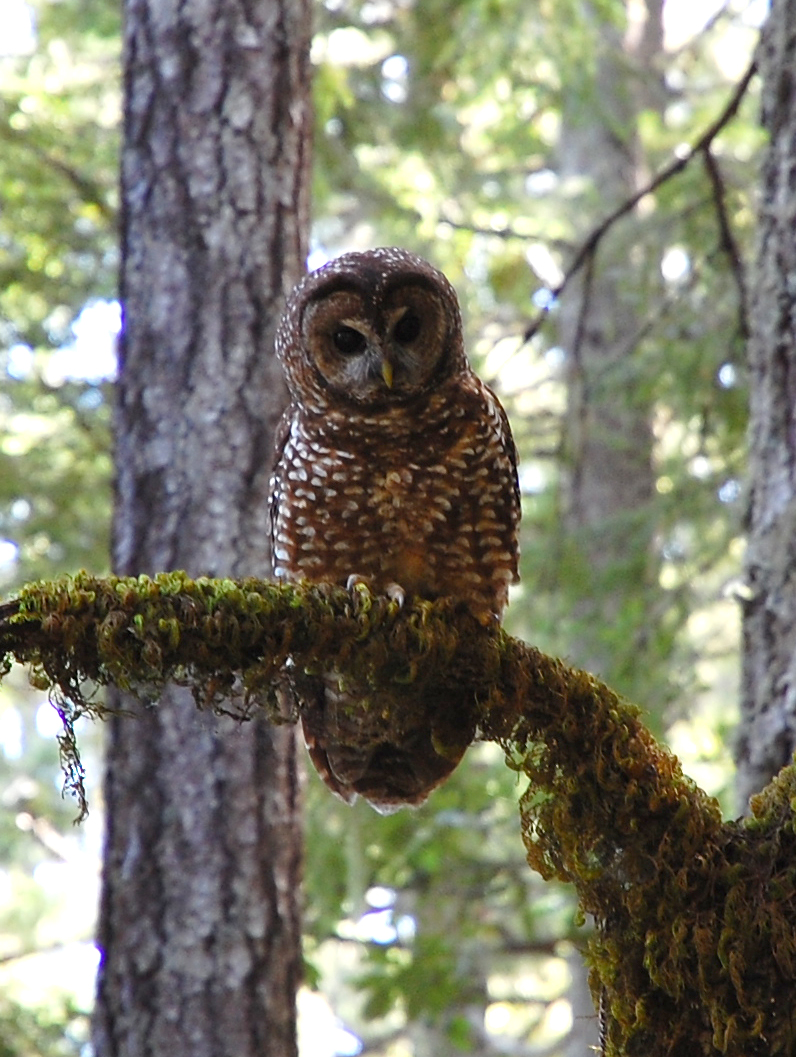
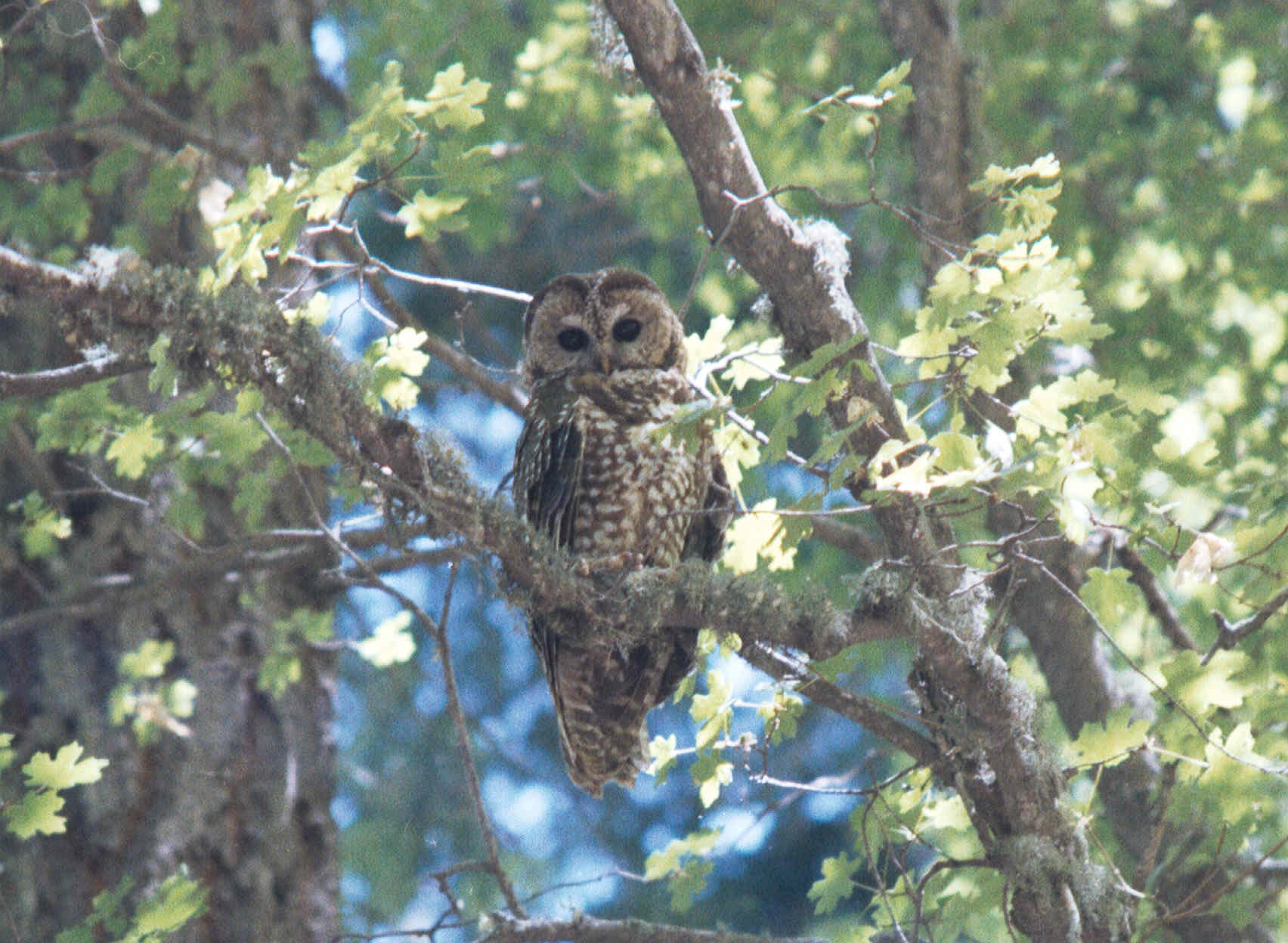
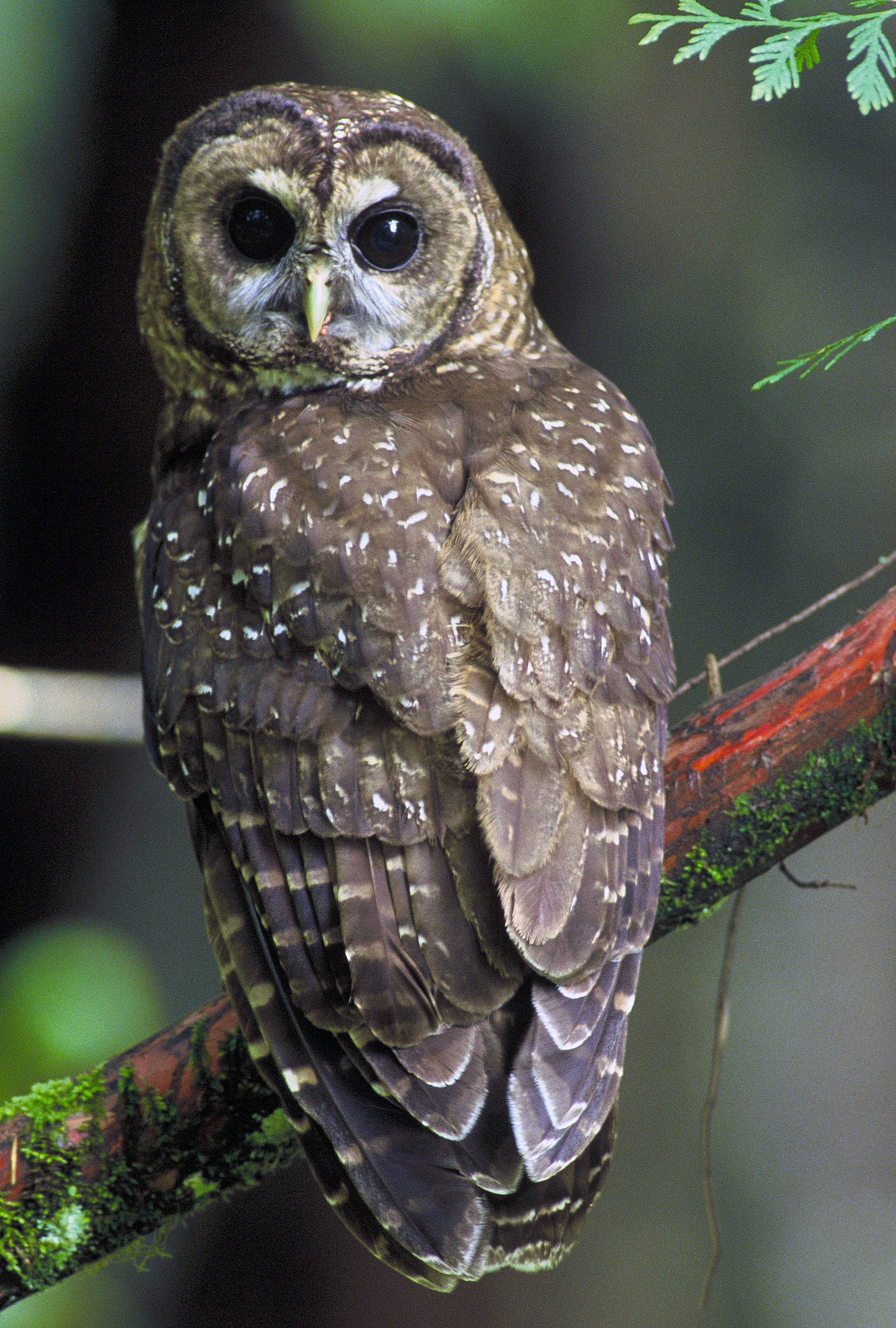